# 上奧地利州米歇爾多夫
上奧地利州米歇爾多夫是奧地利的城鎮，位於該國東北部，由上奧地利負責管轄，面積50.3平方公里，海拔高度465米，該地區自舊石器時代有人類居住，2012年人口5,845。